# Якана
Яканата (Jacana jacana) е вид птица от семейство Яканови (Jacanidae).

## Разпространение
Видът е разпространен в Аржентина, Аруба, Боливия, Бразилия, Венецуела, Гвиана, Еквадор, Колумбия, Коста Рика, Панама, Парагвай, Перу, Суринам, Тринидад и Тобаго, Уругвай, Френска Гвиана и Чили.